# エーブルグロッド

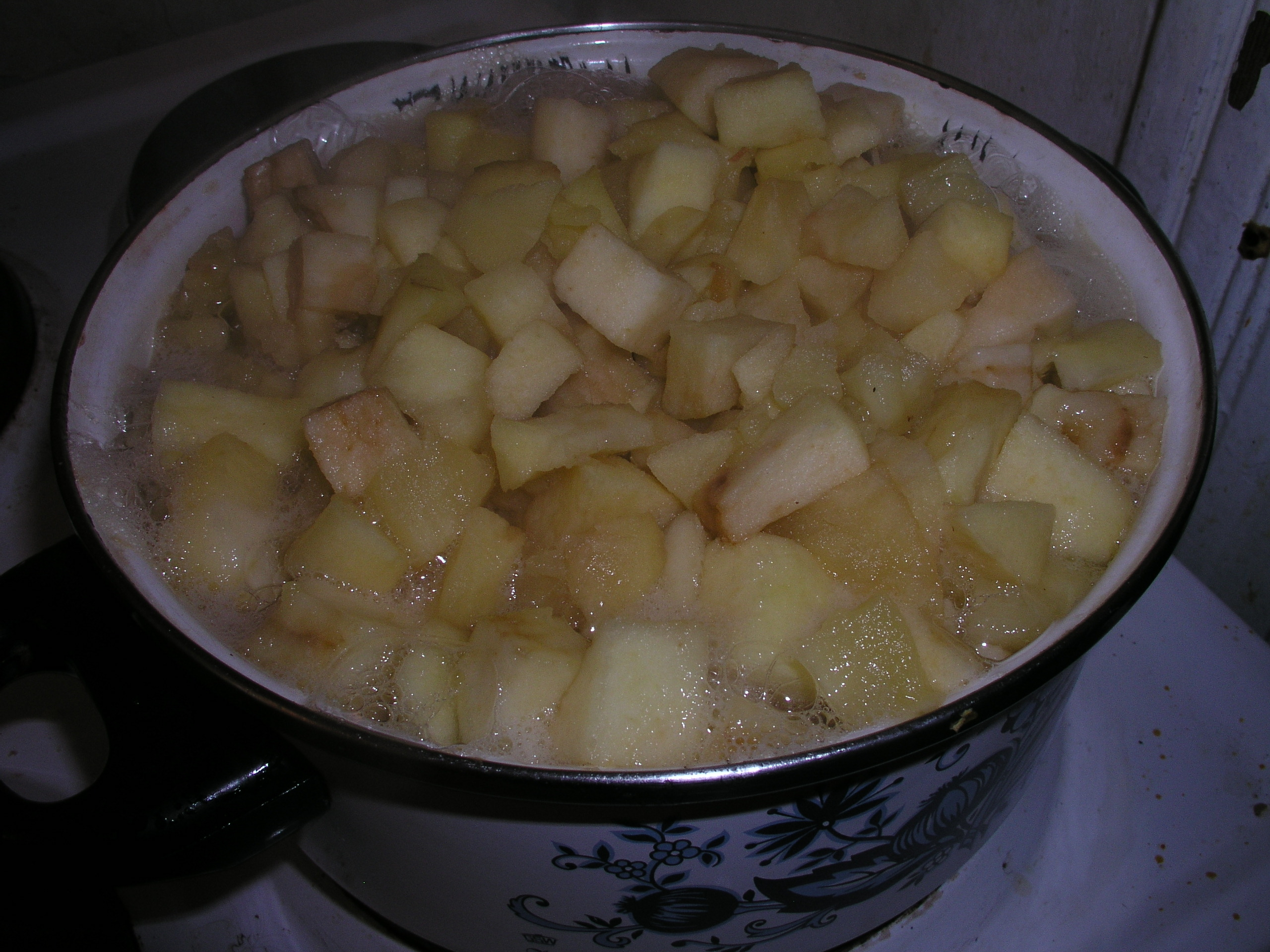
料理中のエーブルグロッド

エーブルグロッド（デンマーク語: Æblegrød，英語: Apple Porridge）は、リンゴと砂糖を煮たデンマークの菓子である。リンゴのおかゆという別称もある。乳製品やクリームは一切使用しない。アップルパイを応用した料理として、マカロンの中にエーブルグロッドを入れるという物もある。加えて、エーブルグロッドはホイップクリームと共に、アップルパイの主な材料となっている。ボウルの中で、アップルパイやマカロンの上に置き、必要ならばホイップクリームを上からかぶせて、アカフサスグリの小さな塊を飾りとして乗せる。ポートワインの中に大きなリンゴを浸すと、より美味しく仕上がる。
キリンビバレッジが2007年から販売している日本の飲料のブランドである「世界のKitchenから」では、エーブルグロッドをヒントに2010年8月より「やさしい煮りんごのアップルモーア」（モーアはデンマーク語で、お母さんという意味である。）という商品を発売している。